# Semei-Brücke
Die Semei-Brücke oder auch Semipalatinsk-Brücke ist die längste Hängebrücke in Zentralasien. Sie überquert den Fluss Irtysch in der kasachischen Großstadt Semei.

Semei-Brücke in der Nacht

Die Brücke mit einer Gesamtlänge von 1086 Metern und einer Mittelspannweite von 750 Metern wurde zwischen 1998 und 2001 errichtet.
Die Pylone der Konstruktion sind 90,5 Meter hoch und ebenso wie die Brückentafel aus Stahl hergestellt. An dem Bau waren unter anderem die japanischen Unternehmen IHI und Katahira & Engineers beteiligt.